# Qiaoda Xiang
Qiaoda Xiang (kinesiska: 乔达乡, 乔达) är en socken i Kina. Den ligger i den autonoma regionen Xinjiang, i den nordvästra delen av landet, omkring 1 000 kilometer sydväst om regionhuvudstaden Ürümqi. Antalet invånare är 12 450. Befolkningen består av 6 103 kvinnor och 6 347 män. Barn under 15 år utgör 26,0 %, vuxna 15-64 år 68 %, och äldre över 65 år 5,0 %.
Genomsnittlig årsnederbörd är 94 millimeter. Den regnigaste månaden är maj, med i genomsnitt 22 mm nederbörd, och den torraste är april, med 1 mm nederbörd.